# Jayden Turfkruier
Jayden Turfkruier, né le 25 septembre 2002 à Amsterdam aux Pays-Bas, est un footballeur international surinamien, qui évolue au poste de milieu de terrain.

## Biographie

### En club
Passé par les jeunes de l'ASC Waterwijk et de l'Amsterdamsche FC, Il rejoint l'académie du SC Telstar en 2021.
Il fait ses débuts avec l'équipe première le 11 décembre 2022, en remplaçant Anwar Bensabouh à la 82e minute de jeu, lors d'une victoire un but à zéro contre le FC Den Bosch. Le 10 mars 2023, il signe son premier contrat professionnel pour une durée d'une saison.
Il marque son premier but en professionnel la saison suivante en ouvrant le score conte le VVV-Venlo, perdu finalement deux buts à un. En fin de saison, il prolonge d'une année supplémentaire.

### En sélection
Il joue pour la première fois avec l'équipe nationale du Suriname le 19 novembre 2024 contre le Canada dans la ligue des nations de la CONCACAF. Il entre dans le temps additionnel à la place de Ridgeciano Haps et le Surinam s'incline trois buts à zéro.
Il est convoqué pour la Gold Cup 2025. Cependant, il ne joue aucune match durant le tournoi. Le Suriname quitte le tournoi dès les phases de poules.